# Parque nacional de Jim Corbett

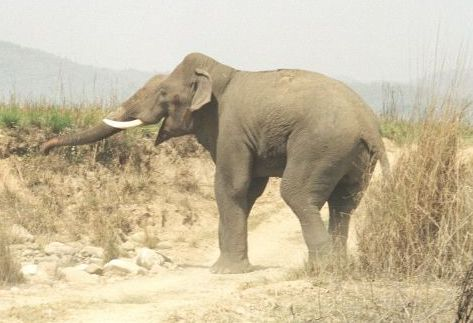
Elefante asiático en el parque nacional Corbett.

El Parque Nacional de Jim Corbett fue el primer parque de ese tipo ubicado en la India. Situado en las colinas del Himalaya de Kumaon, el parque cubre un área de unos 521 km², de los que 313 km² están en el distrito de Pauri Garhwal y los 208 km² restantes en el distrito de Nainital de Uttarakhand. La oficina central del parque está en la ciudad de Ramnagar. El parque es conocido por su fauna diversa y por ser el lugar de lanzamiento del Proyecto Tigre, dedicado a la preservación de los tigres de bengala.

## Historia
El parque fue establecido el 8 de agosto de 1936 bajo el nombre Parque Nacional Haley, en honor al gobernador británico sir Malcolm Hailey. En 1952, cinco años después de la independencia de la India, el parque fue renombrado como Parque Nacional de Ramganga, por el río Ramganga que atraviesa la mayor parte de su longitud. En 1957, fue rebautizado con su actual nombre, Parque Nacional de Corbett, en honor de Jim Corbett, un famoso cazador y conservacionista, conocido como cazador de tigres y leopardos antropófagos en Kumaon y Garhwal en los años 20.

## Flora
Un total de 488 especies diferentes de plantas se han documentado en el parque. La densidad de árboles en la reserva es mayor en las zonas de bosques de sal o sala y más baja en los de Anogeissus-catechu (Acacia catechu). La cubierta basal de árboles en total es más en las zonas dominados por el sal de vegetación leñosa.